# Diagrama de perfil

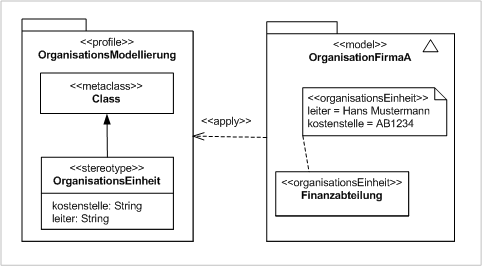
Exemple per a la definició i ús d'un perfil simplificat de modelat de l'organització.

Els perfils amplien el model UML per mitjar d'estereotips, valors etiquetats i restriccions per plataformes de dominis. Un diagrama de perfil es pot crear per representar l'aplicació de perfils que contenen tipus de llenguatges de codi font i altres construccions, o també per definir estereotips personalitzats per aplicacions especials.